# Paraenhydrocyon
Paraenhydrocyon ("al lado de Enhydrocyon") es un género extinto de mamífero omnívoro (similar a un perro) de la familia de los Canidae que vivió en América del Norte desde el Oligoceno al Mioceno hace entre  33,3—20,6 millones de años.
Aunque un carnívoro, la dentición sugiere que este animal fue hipercarnívoro o mesocarnivoro.

## Taxonomía
Paraenhydrocyon fue nombrado por Wang (1994). Fue asignado a Canidae por Wang (1994) y Munthe (1998).

## Morfología
Legendre y Roth examinaron dos especímenes para averiguar su masa corporal. Se estimó que el primer espécimen pesaba 8,43 kg (18,6 lb). Se estimó que el segundo espécimen pesaba 8,86 kg (19,5 lb).